# Aeroportul Chillagoe
Aeroportul Chillagoe (IATA: LLG, ICAO: YCGO) este un aeroport din Queensland, Australia.
Situat la o altitudine de 338 m, aeroportul dispune de o singură pistă. Este operat de Tablelands Region⁠(d).